# Přebor Moravskoslezského kraje 2024/2025
V soubojích 65. ročníku Přeboru Moravskoslezského kraje 2024/25 (jedna ze skupin 5. fotbalové ligy) se utká 16 týmů. Soutěž probíhá tak, že se týmy sřetnou systémem každý s každým, dvoukolovým systémem podzim–jaro a hraje se od soboty 3. srpna 2024 do června 2025.

## Změny týmů proti sezoně 2023/24
- Z vyšší Divize F 2023/24 sestoupil tým FC Slavoj Olympia Bruntál.
- Do vyšší Divize F 2023/24 postoupila mužstva SC Pustá Polom a TJ Petřvald na Moravě.
- Do skupin nižší I.A třídy sestoupila mužstva FC Dolní Benešov a SK Moravan Oldřišov.
- Ze skupin nižší I.A třídy postoupila mužstva FK Darkovičky, 1. SC Staré Město a TJ Pražmo-Raškovice.

- Ještě před zahájením sezóny odstoupil ze soutěže tým TJ Dolní Datyně-Havířov.

## Tabulka
| Poř. | Tým                           | Z | V | R | P | VG | OG | B |
| ---- | ----------------------------- | - | - | - | - | -- | -- | - |
| 1.   | FC Slavoj Olympia Bruntál (S) |   |   |   |   |    |    |   |
| 2.   | SK Stonava                    |   |   |   |   |    |    |   |
| 3.   | MFK Kravaře                   |   |   |   |   |    |    |   |
| 4.   | TJ Háj ve Slezsku             |   |   |   |   |    |    |   |
| 5.   | TJ Tatran Jakubčovice         |   |   |   |   |    |    |   |
| 6.   | FK Český Těšín                |   |   |   |   |    |    |   |
| 7.   | FK Darkovičky (N)             |   |   |   |   |    |    |   |
| 8.   | TJ Sokol Kobeřice             |   |   |   |   |    |    |   |
| 9.   | FK Slavia Orlová              |   |   |   |   |    |    |   |
| 10.  | SK Brušperk                   |   |   |   |   |    |    |   |
| 11.  | FC Heřmanice Slezská          |   |   |   |   |    |    |   |
| 12.  | TJ Pražmo-Raškovice (N)       |   |   |   |   |    |    |   |
| 13.  | TJ Vřesina                    |   |   |   |   |    |    |   |
| 14.  | TJ SOKOL Krásné Pole          |   |   |   |   |    |    |   |
| 15.  | 1. SC Staré Město (N)         |   |   |   |   |    |    |   |

|  | Postup do Divize F 2025/2026                                         |
|  | Sestup do skupiny I. A třídy Moravskoslezského kraje – sk. A 2025/26 |
|  | Sestup do skupiny I. A třídy Moravskoslezského kraje – sk. B 2025/26 |